# Valle Rautio
Karl Johan Valdemar „Valle“ Rautio (* 4. Januar 1921 in Vaasa; † 5. September 1973 in Nurmijärvi) war ein finnischer Leichtathlet. Bei einer Körpergröße von 1,82 m betrug sein Wettkampfgewicht 73 kg.
Bei den Europameisterschaften 1946 in Oslo gewann Rautio mit 15,17 Meter den Titel im Dreisprung, er hatte zwei Zentimeter Vorsprung auf Bertil Johnsson und 21 Zentimeter auf Arne Åhman, beide aus Schweden. Die 15,17 Meter bedeuteten gleichzeitig die Weltjahresbestleistung 1946. Bei den Olympischen Spielen 1948 in London siegte Arne Åhman, Rautio wurde mit 14,70 Meter Sechster.
In Brüssel bei den Europameisterschaften 1950 gewann der Russe Leonid Schtscherbakow mit 15,39 Meter Gold, Rautio erhielt für 14,96 Meter die Silbermedaille. 1952 fanden die Olympischen Spiele in Rautios Heimat statt, er durfte aber als 23. der Qualifikation mit 14,14 Meter nicht zum Finale antreten.